# Vision TV Network
Vision TV Network est un service de distribution de chaînes de télévision fourni par Vision247 Ltd au Royaume-Uni. Le service propose environ 35 chaînes en anglais et dans d'autres langues, diffusées en continu sur Internet et accessibles par la chaîne 264 de Freeview, les boîtiers EE TV, les applications mobiles.

## Histoire
Lorsque Vision TV est lancé en 2012, il permet aux téléspectateurs du Royaume-Uni d'accéder à un bouquet de chaînes de télévision étrangères. Les téléspectateurs doivent s'abonner en ligne pour regarder les chaînes de télévision payantes sur le réseau Vision TV, qui sont diffusées par des canaux de données (110, 111 et 112) sur les décodeurs Freeview HD, puis sur les lecteurs Roku. En tant que service IPTV, le réseau permet une interactivité bidirectionnelle pour permettre des fonctionnalités telles que le vote, le commerce et la publicité ciblée.
Le service diffuse initialement des chaînes françaises, grecques, polonaises et turques. En août 2012, des chaînes musulmanes et en langue arabe sont ajoutées. En mars 2015, un bouquet portugais appelé My Portuguese est ajouté, qui comprend Benfica TV. En septembre 2015, le service devient disponible sur le Web, ainsi que sur les décodeurs EETV. En novembre 2015, les applications iOS et Android sont lancées.
Le service de télévision payante britannique ferme le 30 avril 2019 et n'est plus disponible sur Roku ou les appareils mobiles, bien qu'un ensemble distinct de chaînes gratuites continue à être diffusé en ligne et par Freeview.
Fin 2020, Visiontv lance sa propre chaîne VTC (Vision TV Channel) dans le cadre de sa gamme de chaînes de divertissement et ajoute Newsmax TV et Syria TV à ses chaînes d'information.

## Traduction
- (en) Cet article est partiellement ou en totalité issu de l’article de Wikipédia en anglais intitulé « Vision TV Network » (voir la liste des auteurs).

1. ↑  (en) « Vision TV Network comes to Roku », sur advanced-television.com, 2012 (consulté le 6 juin 2022)
2. ↑  (en) Robert Briel, « Vision TV Network adds Arabic and Muslim channels », sur BroadbandTVNews.com, 2012 (consulté le 6 juin 2022)